# Кужбеї
Кужбеї або Кужбиї (угор. Kuzsbej) — полишене село в Україні, у Міжгірському районі Закарпатській області.
1828: Kuzsbej, 1888: Kusbely, 1892: Kusbij, 1898: Kusbéj, 1904: Szarvashegy, Kusbéj же, 1907: Szarvashegy, 1913: Szarvashegy, 1930: Kužbeje, 1983: Кужбий, Кужбій 
Є єдиним селом Закарпаття, залишеним людьми внаслідок політики занедбання так званих «неперспективних» сіл в СРСР. З 2023р. у Кужбеях почали будівництво екокурорту, так як природа там мальовнича, а земля коштує недорого.

## Історія
Перекази кажуть, що в давнину першим поселенцем села був чоловік на ім'я Медвідь, який мав двох доньок. До 1980-х років в Кужбеях було 30 дворів, школа, магазин і клуб. До села можна було дістатись автобусом.
1932 року в селі було збудовано дерев'яний храм Успіння Пресвятої Богородиці, до зведення й оформлення якого долучились майстри з села Сойми. Тим храмом опікувались викладачі Ужгородського коледжу мистецтв, завдяки яким 1991 року було частково відреставровано покрівлю та прикрашено іконостас новими іконами, що їх написали учні коледжу. За дев'ять років ремонт храму вже організувала Соймівська сільрада.
1983 року село було занесено до списку «неперспективних».
1986 року в селі зникло енергопостачання, що стало основною причиною занепаду села. Його залишили всі жителі, окрім двох сестер, Анни й Калини Бряників.
У 2005 році режисер Петро Померанцев зняв село у заключному епізоді свого артхаусного фільму «Викрадення Європи».

## Флора і фауна
Територія колишнього села Кужбеї, розташованого у гірській місцевості Міжгірського району Закарпатської області, відзначається багатством природної флори і фауни, характерної для східнокарпатського біорегіону.

### Флора:
У навколишніх лісах переважають букові, ялинові та змішані насадження. Зустрічаються також клени, ясени, вільхи та смерека. Підлісок багатий на ожину, малину, папороті, різноманітні мохи та лишайники. Весною та влітку тут квітнуть первоцвіти, проліски, підсніжники, а також ендемічні види, характерні для Карпат.

### Фауна:
У регіоні мешкають такі ссавці, як олень благородний, косуля, дика свиня, борсук, лисиця, куниця, кіт лісовий (є думка що це можуть бути здичавілі свійські коти). Іноді зустрічається бурий ведмідь та рисі — рідкісні і охоронювані види. Птахи представлені дятлами, совами, яструбами, синицями, дроздами та іншими лісовими видами. У річках і струмках водиться форель струмкова.
Флора і фауна цього регіону охороняються в рамках природоохоронних заходів та програм Карпатського біосферного заповідника, частина якого прилягає до території Міжгірського району.